# 196 Philomela
Filomela o 196 Philomela è un asteroide della fascia principale del diametro medio di circa 136,39 km. Scoperto nel 1879, presenta un'orbita caratterizzata da un semiasse maggiore pari a 3,1126796 UA e da un'eccentricità di 0,0219947, inclinata di 7,26127° rispetto all'eclittica.
Il suo nome è dedicato a Filomela, nella mitologia greca sorella di Procne e figlia di Pandione, re di Atene.